# Alserkirche

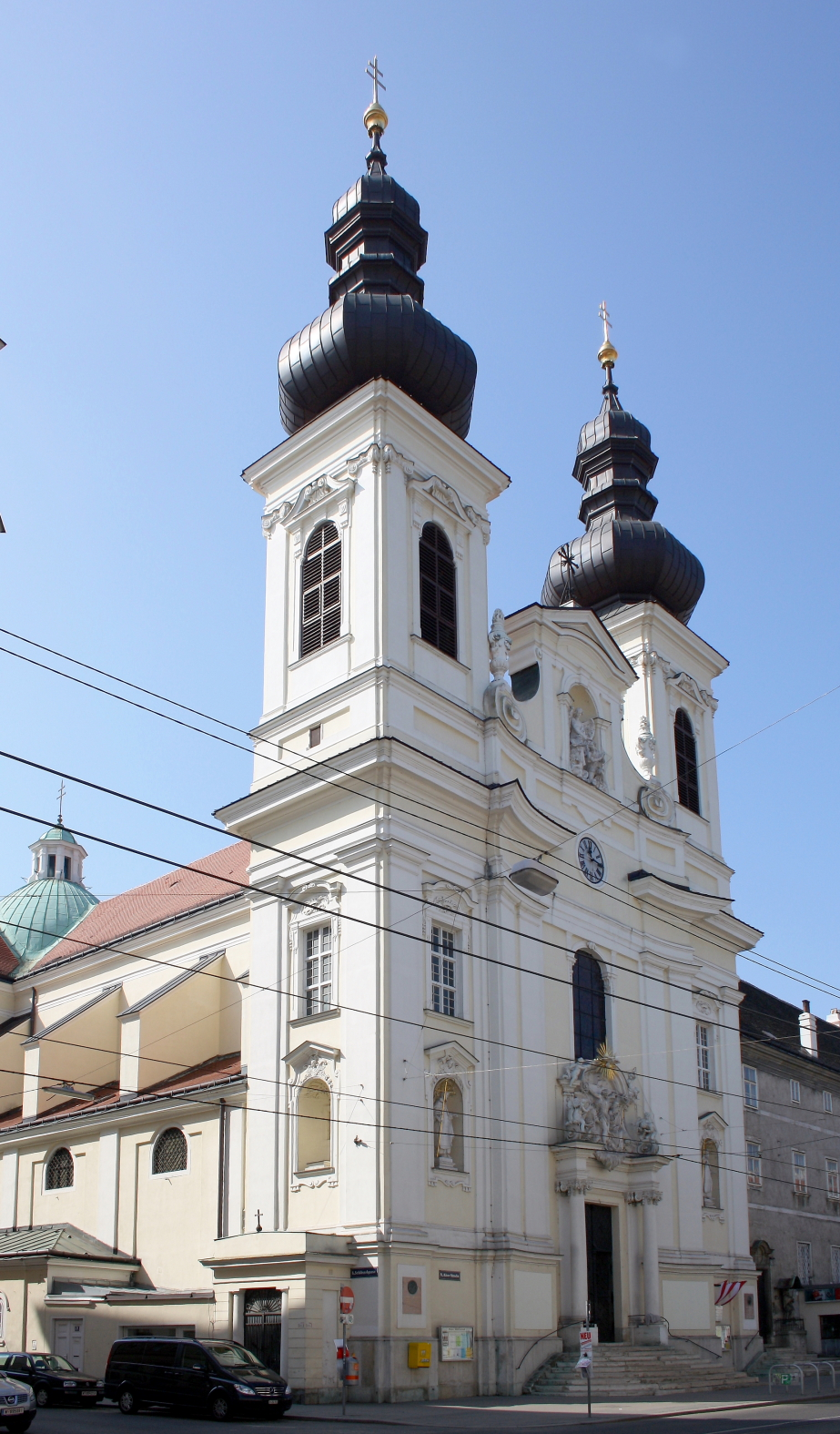
Alserkirche

Die Dreifaltigkeitskirche der Minoriten in Wien, im Volksmund früher Zu den Weißspaniern und heute Alserkirche, aber auch Trinitarierkirche genannt, ist die römisch-katholische Pfarrkirche des Bezirksteils Alservorstadt im 8. Wiener Gemeindebezirk Josefstadt. Eng mit der Kirche ist das Minoritenkloster Wien verbunden. Beide stehen unter Denkmalschutz.

## Lage
Das Kirchengebäude steht mit seiner Ostseite entlang der Schlösselgasse, die Westseite des Haupthauses grenzt unmittelbar an den Kreuzgang des Klosters. Die beiden Türme stehen im Norden des Hauses, der Haupteingang zwischen den Kirchtürmen befindet sich in der Alser-Straße 17.

## Geschichte

### Erste christliche Bauten entstehen im 17. Jahrhundert
Im Jahr 1688 begannen die nach Wien gerufenen Trinitarier (Weißspanier) an der Alser-Straße mit der Errichtung eines Klosters.
In den Jahren 1694 bis 1704 wurde im unmittelbaren Anschluss an das Kloster nach Plänen des Architekten Mathias Steinl, der auch die Skulpturen entwarf und die Bildhauerarbeiten ausführte, und unter Leitung des Baumeisters Christian Alexander Oedtl die Alserkirche errichtet und 1704 geweiht.
1784 zogen die Minoriten in das Kloster ein. Kaiser Josef II hatte die Ordensleute, die zuvor am Minoritenplatz um die Minoritenkirche ansässig waren, in die Alser-Straße umgesiedelt. Die Minoriten übernahmen die Seelsorge für das nahegelegene Allgemeine Krankenhaus und das dazugehörige Gebär- und Findelhaus und später auch für das Gefangenenhaus des Landesgerichts. Die Pfarren hatten rund 250 Jahre, von 1784 bis 1938, auch standesamtliche Funktion. Durch das Gebärhaus, in dem teilweise anonym auch ledige und arme Mütter entbinden konnten, und das Krankenhaus hat die Pfarre das größte Matrikenarchiv Europas. Diese Matrikenbücher sind getrennt von jenen der Pfarre. Nach den Vorschriften von Joseph II. sollten Väter nur auf eigenen Wunsch eingetragen werden, aber die Pfarre hat, wie auch andere, ein eigenes Verzeichnis dafür angelegt, was bei genealogischen Recherchen hilft.

### Das Kirchengebäude
In Abständen ließen die Kirchenoberen ihr Gotteshaus renovieren, so in den Jahren 1825/26, 1879, 1934, 1952, 1970/71, 1982/83, 2002/03.
Die Alserkirche ist auch durch zwei Komponisten bekannt geworden:
- Hier wurde am 29. März 1827 der Leichnam Ludwig van Beethovens eingesegnet. Sein Tod ist in der hiesigen Sterbematrik unter dem Datum 26. März 1827 mit den Worten vermerkt: „Ludwig van Beethoven, lediger Tonsetzer, zu Bonn im Reich geb., 57 Jahre alt, gest. an Wassersucht, begraben am 29. März auf dem Gottesacker des Dorfes Währing.“
- Am 2. September 1828 schrieb Franz Schubert wenige Wochen vor seinem Tod zur Glockenweihe dieser Kirche den Hymnus Glaube, Hoffnung und Liebe D 954.

Am 4. Oktober 1829 fand im Kirchenraum die Uraufführung von Schuberts Es-Dur-Messe D 950 statt, da hier Schuberts Freund Michael Leitermayer Chorregent war.
An die beiden Tonkünstler erinnern zwei Bronzereliefs von Josef Tautenhayn d. J., die der Wiener Schubertbund an der Kirchenfront 1927/28 anbringen ließ.
Nach den bisherigen Renovierungen der Außenseite des Gebäudes konnte erstmals 1952 auch das Kircheninnere gründlich überarbeitet und teilweise modernisiert werden.

### Seelsorge der MCI
Auf Beschluss der Erzdiözese Wien wurde die Alserkirche ab Februar 2019 zum Sitz der neu gegründeten „Missione Cattolica Italiana“ (MCI) ernannt, nachdem die Italienische Kongregation, Eigentümerin der Minoritenkirche, die Minoriten im Dezember 2018 per 30. Juni 2019 herausgekündigt hatte. Seitdem existieren in Wien de facto zwei italienischsprachige Gemeinden: die traditionelle italienische Gemeinde der Italienischen Nationalkirche (Minoritenkirche) und die neue italienische Gemeinde in der deutschsprachigen Pfarre Alservorstadt, der Konventskirche des Minoritenordens (Alserkirche).
Trotz aller Änderungen fand im Januar 2024 die 800-Jahr-Feier der Ordensgründung in der Kirche statt, Erzbischof Kardinal Dr. Christoph Schönborn zelebrierte den Dankgottesdienst. In der Minoritenkirche wurde die 800-Jahr-Feier indes im Zuge einer reichhaltig gestalteten Festwoche gefeiert.

## Architektur

### Außen
Das Gotteshaus ist ein Bau des Frühbarocks, seine Fassade gilt als das älteste Beispiel einer Konkavform in Wien.
Hohe Kuppeldächer schließen die beiden Kirchtürme ab. Sie sind 43 Meter hoch, symmetrisch angeordnet und wurden zeitgleich mit dem gesamten Sakralbau errichtet. Sie verfügen über einen quadratischen Grundriss, der sich nach oben in Rückspringen verschlankt. An den Turmbauten fallen toskanische Pilaster und je ein Zwiebelhelm auf. Die Helme wurden 1703 fertiggestellt, in der Mitte des 18. Jahrhunderts renoviert und erhielten bei dieser Gelegenheit Turmkreuze. Im September 1879 erfolgte die Weihe der Kreuze, die zwei Monate später aufgesetzt wurden. Die Helmdächer sind mit Kupferplatten gedeckt.
In beiden Türmen gibt es nach allen vier Himmelsrichtungen je eine Schalllade, aus architektonischen Gründen an beiden Türmen, obwohl nur im Ostturm Glocken installiert sind. In einem zweigeschoßigen hölzernen Glockenstuhl hängen vier Glocken.
Darüber ist eine Turmuhr eingebaut, mittlerweile aber nicht mehr das Original. Von der ersten Uhr sind nur die Gewichte erhalten und an der Wand im Treppenturm platziert. Die Uhr hatte unter anderem über die Orgel eine Verbindung zu einer Uhr im Inneren der Kirche und sollte dem Prediger bei der Zeiteinteilung für seinen Dienst behilflich sein. Ein neues Uhrwerk wurde 1968 direkt an der Fassade angebracht, wird elektrisch angetrieben und zeigt an einem runden Zifferblatt die Stunden in römischen Zahlen an. Bis Ende 1987 hatte die Wiener Stadtverwaltung die Verantwortung für die Uhr, seitdem ist der Bezirk Wien zuständig für Wartung, Funktionsfähigkeit und Steuerung. Der Zeitmesser gehört deswegen nicht mehr der Kirchgemeinde, sondern ist eine öffentliche Uhr.
An der Fassade sind an verschiedenen Stellen jeweils in kleinen Rundnischen Skulpturen aufgestellt, die Felix von Valois, Johannes von Matha sowie einen Engel in der Kleidung der Trinitarier, vor dem gerade Gefangene ausgetauscht wurden, darstellen.
Ein steinernes Dreifaltigkeitsrelief aus dem Jahr 1727, das über dem Ädikulaportal auch nach außen zeigt, beherrscht das Fassadenbild und verdeutlicht damit, wem diese Kirche geweiht ist. An dieser Stelle befand sich ursprünglich eine steinerne Nachbildung des Ährenkreuzes.
Das Portal wird von ionischen Säulen eingefasst und ist mit barocken Türblättern versehen.
An der Langhausseite der Kirche neben dem südlichen Turm steht eine kleine Kapelle, in der vier Figuren aus dem ursprünglichen Hernalser Kreuzweg (Hernalser Kalvarienberg) aufgestellt wurden. Es war die siebte Station des Kreuzwegs, die zum Bau eines neuen Gerichtsgebäudes abgerissen werden sollte. Die Pfarrer der Kirche konnten erwirken, dass die Skulpturen in einem 1833 errichteten Anbau an dem Gotteshaus einen neuen Platz fanden. Die Gruppe stellt Christus vor der heiligen Anna dar.
Ebenfalls direkt an das Kirchengebäude schließt sich der Kreuzgang des Klosters an, an dessen Wänden zahlreiche Gedenktafeln und Grabplatten auch aus der Kirchengeschichte hängen. Neben der Klosterpforte steht eine Skulptur des heiligen Johannes Nepomuk auf einem Steinfundament im Alsergrund.

### Innen

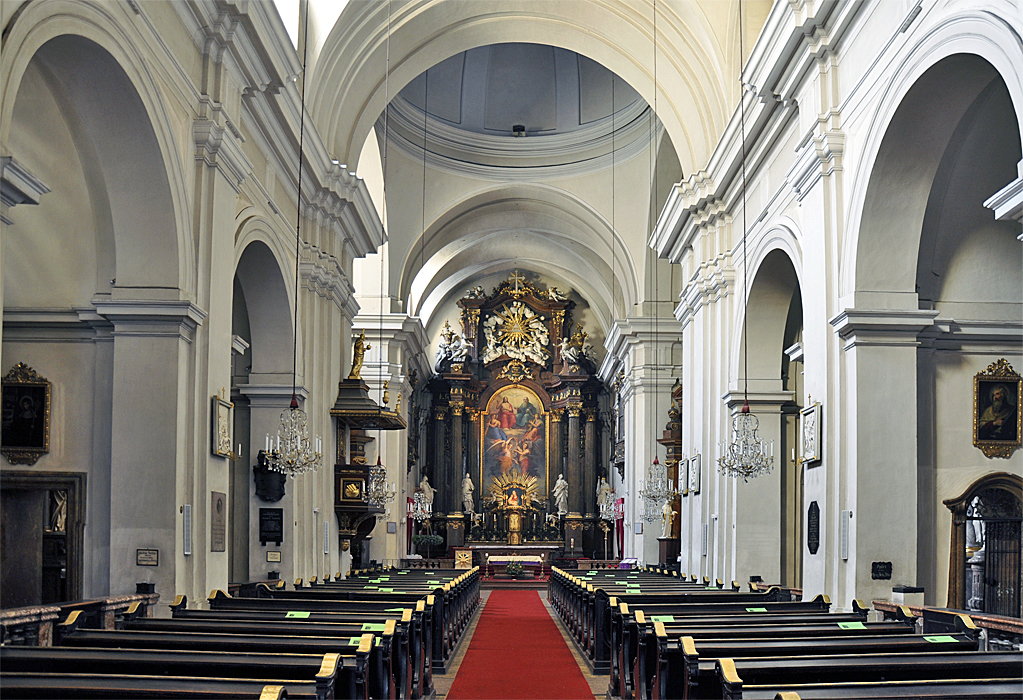
Innenraum

Das Innere hat einen kreuzförmigen Grundriss, ein Kreuzrippengewölbe auf Gurten trägt die Hochbauten. Die echte Vierung wird von einer Rundkuppel mit aufgelegten Rippen und Laterne überwölbt, an beiden Seiten des Hauptraumes sind Kapellen eingebaut. Zwischen den Kapellen sind eine geschichtete Pflastergliederung, Gebälk mit Metopenfries und ausladendem profiliertem und verkröpftem Gesims als Architekturelemente verwendet worden.
Der Chorraum ist zweijochig und gerade geschlossen mit einem fast quadratischen Grundriss.
Rundbogige Arkaden bilden die bauliche Trennung zwischen Haupt- und Seitenschiffen.
Die Westempore trägt die Orgel, deren Prospekt direkt in die reich geschmückte Brüstung eingefügt ist.

## Ausstattung

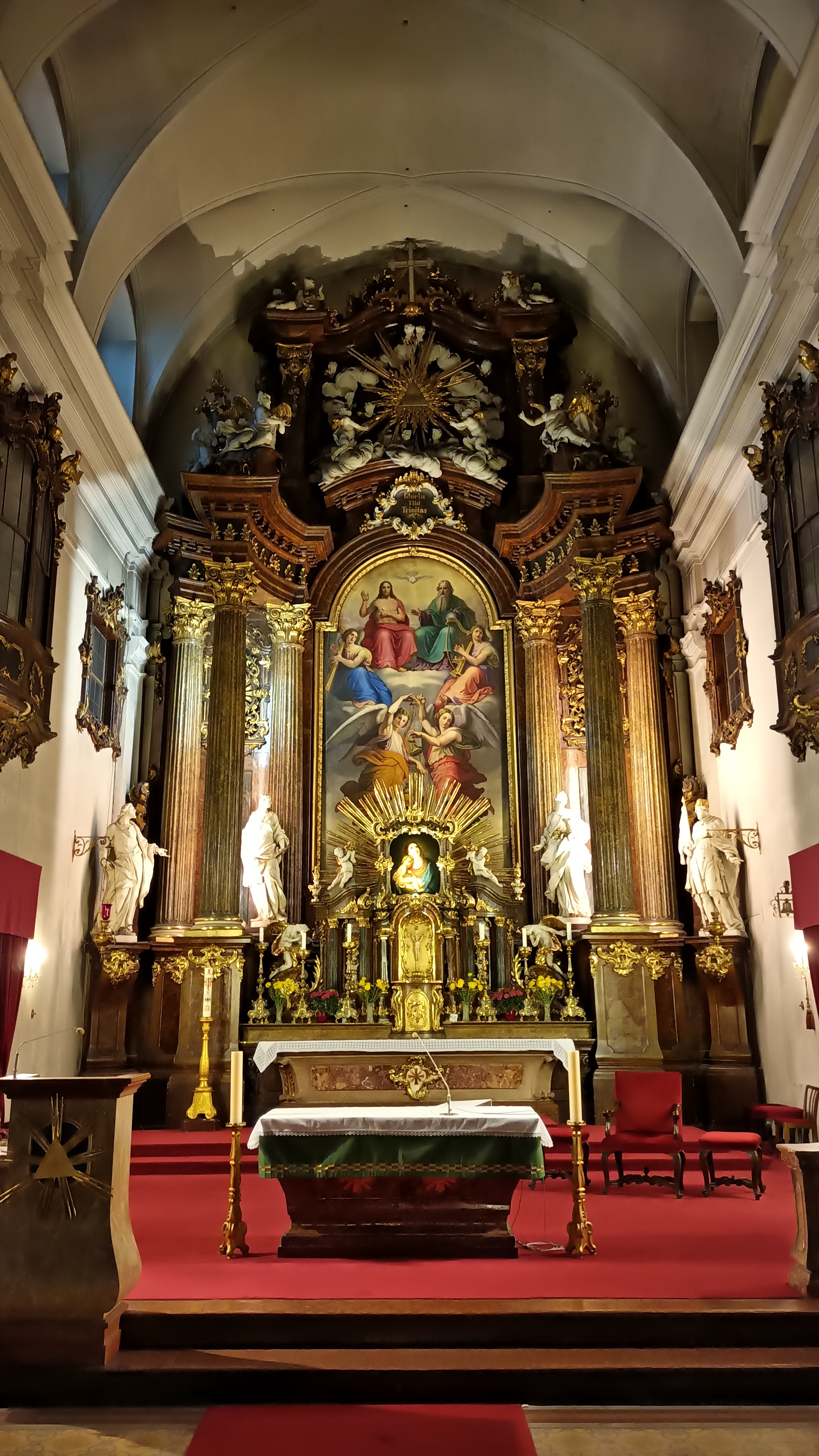
Hochaltar

### Altar

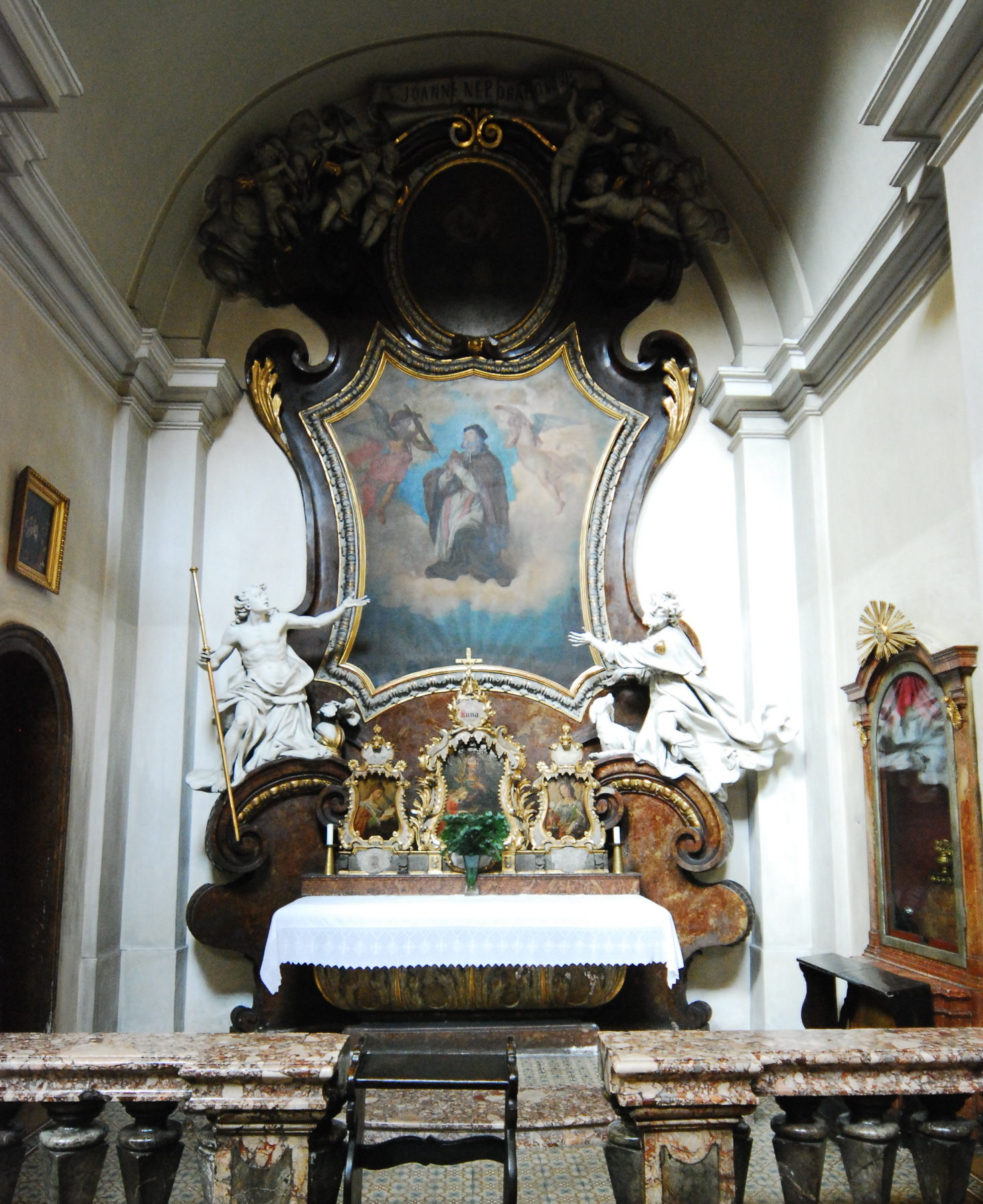
Nepomuk-Altar

Das wandfüllende rundbogige Hochaltar-Bild aus dem Jahr 1826, wahrscheinlich ein Werk von Josef von Hempel, zeigt die Allerheiligste Dreifaltigkeit. Umrahmt wird das Gemälde von zwei Dreiergruppen freistehender Kompositsäulen auf hohen Podesten, die ausladende vorschwingende Gebälkfragmente und einen pilastergerahmten Auszug mit Volutengiebel tragen. Vor den Säulen stehen Skulpturen des heiligen Josef, des heiligen Leopold, der heiligen Katharina und der heiligen Agnes. Abgeschlossen wird der Altar mit dem Trinitätssymbol in einem Strahlenwolkenkranz, hinter dem zahlreiche Engelfiguren schweben.
Zuvor gab es an gleicher Stelle bereits einen Hochaltar, den Andrea Pozzo im Jahr 1704 gestaltet hatte und dessen Herstellung auf eine Spendensammlung zurückging.
In einer Seitennische befindet sich ein dem heiligen Nepomuk gewidmeter Altar.
Unmittelbar vor dem Altar ist ein kleines Vorsatzbild über dem Tabernakel platziert, das eine Kopie des Muttergottes-Bildes (Heilige Maria mit Jesuskind) von Carlo Cignani darstellt. Der Schöpfer der Kopie ist nicht eindeutig geklärt.

### Kirchenschiffe, Kanzel, Gestühl, Fenster und Weiteres
Im linken Querschiff befindet sich ein Marienaltar mit dem Bild der Unbefleckten Empfängnis von Leopold Kupelwieser. Ebenfalls hier stehen auf Konsolen die Figuren des heiligen Sebastian und des Johannes Nepomuk.
Im rechten Querschiff ist der Altar des Heiligen Franziskus erwähnenswert, dessen Bild Pater Innozenz Moscherosch gemalt hat.
Davor sind, auch auf Konsolen, die Figuren des heiligen Florian und des heiligen Antonius aufgestellt. – Alle Figuren wurden hier vor 1826 in der Kirche platziert, weil ein Dokument deren Reinigung in diesem Jahr ausweist.
Im rechten Seitenschiff steht der Kreuzaltar, auch Reliquienaltar genannt. Er wird beherrscht von einem mächtigen geschnitzten Kruzifix und gelangte zum 30. November 1708 in diese Kirche. Er soll aus der Werkstatt des Bildhauers Veit Stoß stammen und vom General und Befehlshaber in Siebenbürgen, Johann Ludwig Graf Rabutin de Bussy, in einer Gerätekammer entdeckt worden sein. Seine Ehefrau, Elisabeth Dorothea Herzogin von Schleswig-Holstein, hatte es der Kirchengemeinde geschenkt.
Die dunkelbraun gebeizte hölzerne Kanzel im klassizistischen Stil wurde vor einer Säule des Hauptschiffes platziert. Tischlermeister Peter Zangl hat sie 1826 angefertigt und mit goldenem Zierrat versehen. Sie wird seit 1970 nicht mehr benutzt, für die Predigten dient nun ein Ambo. Auf dem Schalldeckel trägt die Kanzel eine Salvatorstatue (Salvator mundi).
Zwei Reihen hölzerner Bänke mit geschnitzten Wangen bieten Platz für rund 500 Kirchenbesucher. Sie lassen einen Mittelgang frei, dessen Fußboden mit kleinen quadratischen Fliesen ausgelegt ist.

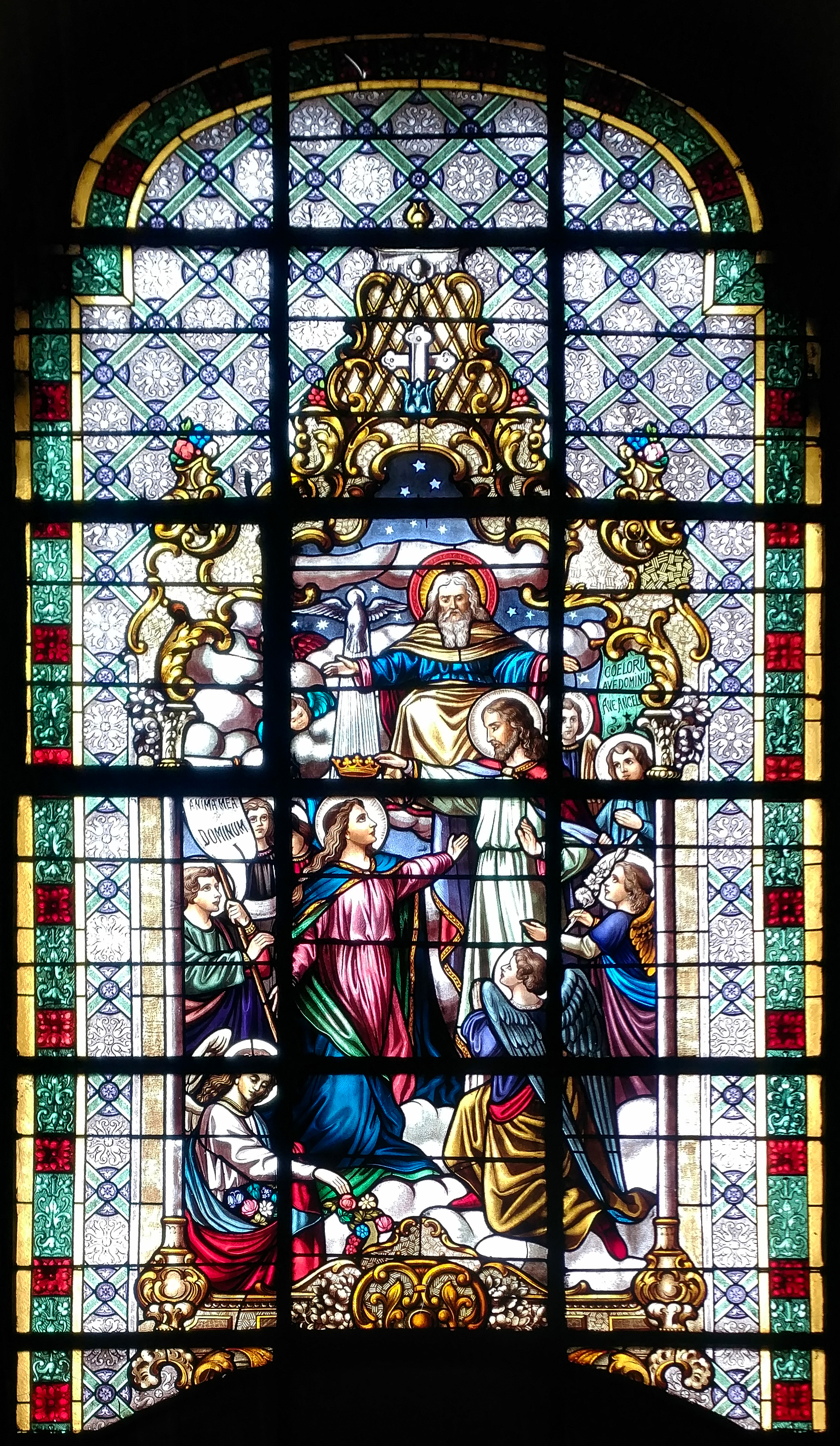
Kirchenfenster auf der Orgelempore über dem Eingangsportal

Die Fenster der Seitenschiffe sind in Stichbogenform ausgeführt und unbunt verglast.
Links vom Haupteingang der Kirche befindet sich neben dem Emporenaufgang der Abgang in die Krypta, die ursprünglich als Grabstätte für die Trinitarier und Wohltäter der Kirche diente. Später wurden auch mehrere hochgestellte Persönlichkeiten wie der Graf Carossa (gestorben 1693), die Fürstin Maria Leopoldine von Hohenzollern, der Graf Rabutin de Bussy hier in der Krypta beigesetzt. Bis 3. April 1782 wurden 241 Tote unter der Kirche bestattet. Danach erfolgten die Beisetzungen auf einem gesonderten Friedhof.
In der Gruft sind zahlreiche Kolumbarien mit Grabstätten von Mitgliedern des Minoritenordens erhalten.
Ein tonnengewölbter Gang mit tiefen Stichkappen und Seitennischen führt unter dem Kirchenschiff hindurch in eine Hallenkrypta unterhalb der Sakristei. Von hier aus verliefen auch Tunnel in die anderen von den Pfarrern betreuten Einrichtungen, direkt in den Gängen fanden zudem Gläubige Unterschlupf bei Überfällen oder Belagerungen in Kriegszeiten.
An vielen Wandflächen und Pfeilern befinden sich Grab- und Gedenkplatten aus allen Geschichtsepochen der Kirchennutzung.

## Orgel

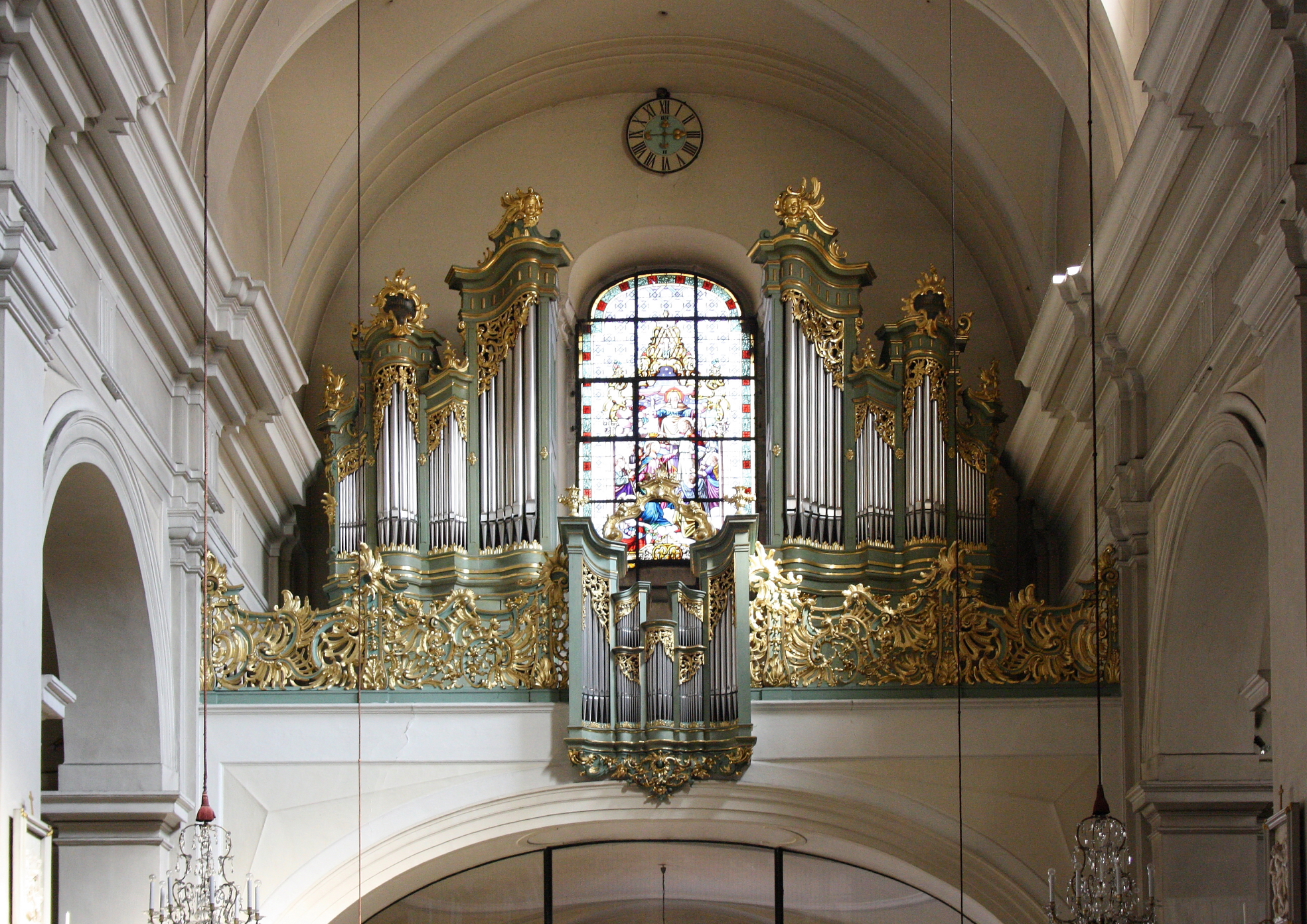
Blick auf die Empore und den reich geschmückten Prospekt der Orgel

Im Jahr 1984 erhielt die Kirche eine Orgel vom Orgelbau Rieger aus Schwarzach, das Gehäuse stammt von Johann Hencke. Sie verfügt über 25 Register, zwei Manuale und Pedal.
Disposition
| I. Manual (Hauptwerk) C–g3 |        |
| Gedeckt                    | 16′    |
| Principal                  | 08′    |
| Rohrgedeckt                | 08′    |
| Octav                      | 04′    |
| Spitzflöte                 | 04′    |
| Sesquialtera II            | 2 2/3′ |
| Superoctav                 | 02′    |
| Mixtur IV-VI               | 1 1/3′ |
| Trompete                   | 08′    |
| Tremulant                  |        |

| II. Manual (Rückpositiv) C–g3 |        |
| Holzgedackt                   | 08′    |
| Gamba                         | 08′    |
| Principal                     | 04′    |
| Rohrflöte                     | 04′    |
| Schwiegel                     | 02′    |
| Terz                          | 1 3/5′ |
| Quinte                        | 1 1/3′ |
| Scharff III                   | 01′    |
| Krummhorn                     | 08′    |
| Tremulant                     |        |

| Pedalwerk C–f1  |        |
| Subbass         | 16′    |
| Octav           | 08′    |
| Gedeckt         | 08′    |
| Choralbass      | 04′    |
| Rauschpfeife IV | 2 2/3′ |
| Posaune         | 16′    |
| Schalmey        | 04′    |

## Glocken
Das Gotteshaus hatte bei seiner Ersteinweihung ein Geläut aus drei Glocken, die alle im östlichen Turm aufgehängt waren. Im westlichen Turm gab und gibt es keine Glocken bzw. keine Glockenstube. 
In den 1730er Jahren bekam die Kirche ein neues Geläut aus vier Bronzeglocken. Sie wurden von Johann Baptist Divall gegossen, im Jahr 1828 geweiht und in den Turm aufgezogen. – Am Ende des Zweiten Weltkriegs fehlten die größte und die kleinste Glocke, wodurch eine Ablieferung für Kriegszwecke angenommen wird, was jedoch nicht belegt ist.
Nachdem die US-amerikanischen Besatzer die Kirche der Öffentlichkeit 1955 zurückgegeben hatten, ließ die Dreifaltigkeitsgemeinde zwei neue Glocken bei Josef Pfundner in Wien gießen. Die Finanzierung erfolgte durch Spenden, die Pfarrer Klein erbettelt hatte. Die Weihefeier fand in der Vierung der Kirche statt, in der ein hölzernes Behelfsgerüst aufgestellt worden war.
Glockenübersicht
| Nummer | Name, Namenspatron   | Gewicht in kg | Durchmesser in cm | Schlagton | Gießerei              | Gussjahr | Inschrift | Bemerkungen                                                   |
| ------ | -------------------- | ------------- | ----------------- | --------- | --------------------- | -------- | --------- | ------------------------------------------------------------- |
| I      | Heiliger Christoph   | 1091          | 120               | e/1       | Josef Pfundner        | 1956     |           | Bild des Heiligen auf dem Glockenkörper                       |
| II     | nicht mehr erkennbar | 0650          | 100               | g/1       | Johann Baptist Divall | 1733     |           | zählt zu den ältesten Kirchenglocken in Wien                  |
| III    | nicht mehr erkennbar | 0270          | 078               | h/1       | Johann Baptist Divall | 1733     |           | Mönch mit Fahne, zählt zu den ältesten Kirchenglocken in Wien |
| IV     | –                    | 0189          | 068               | d/1       | Josef Pfundner        | 1956     |           |                                                               |

Die Glocken werden mittels einer elektromechanischen Vorrichtung nach einer festen Läuteordnung geläutet. Richtung Hochaltar gibt es eine zusätzliche Schallöffnung.

## Nutzung der Kirche, Gemeindearbeit, Pfarrer
In der Kirche finden außerhalb der kirchlichen Angelegenheiten auch Konzerte statt, beispielsweise gab es hier im Mai 2019 die Aufführung von Schuberts 5. Symphonie aus Anlass des 10. Orchesterjubiläums vom Verein Symphonia Unanima. Im Mai 2021 trat die Wiener Tonkunstvereinigung mit Chor und Orchester und Musik von Mozart und Beethoven hier auf. Auch Benefizkonzerte werden in der Kirche gegeben.
Die Kirchgemeinde unterhält selbst einen Kirchenchor.
Zum 1. Juni 2015 entstand die neu errichtete Pfarre Zum Göttlichen Wort, zu dem die Alserkirchgemeinde nun gehört.
Pfarrkirche und Sitz der neuen Pfarre ist am Keplerplatz 6
Pfarrer (Auswahl)
- 1945–1955: amerikanische Militärpfarrer[3]
- 1956– ?: Wolfgang Klein
- um 1970: Pater Hilarius Breitinger (unter seiner Leitung wurden einige Umbauten im Kircheninneren vorgenommen)[14]
- 1980er Jahre: Norbert Kalcher[12]
- 2020er Jahre: P. Mag. Matthias Felber[27]